# Ulundi
Ulundi fu un tempo la capitale del regno Zulu in Sudafrica, e successivamente del bantustan di KwaZulu. Ora è parte della provincia di KwaZulu-Natal e dal 1994 al 2004 ne è stata capitale, a tempi alterni, con Pietermaritzburg. È sede di un aeroporto. La popolazione della città era di 25 100 persone al censimento del 2009.

## Storia

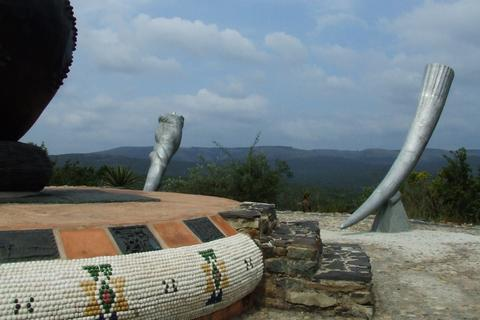
Monumento ai re zulu, nei pressi di Ulundi

Ulundi fu fondata da Cetshwayo, quando questi divenne re degli Zulu, il 1º settembre 1873; era infatti tradizione che il nuovo re fondasse una nuova capitale. "Ulundi" (letteralmente "il luogo elevato") sorse nei pressi di Ondini, l'insediamento fondato dal padre di Cetshwayo, Mpande.
Il 4 luglio 1879 l'esercito britannico catturò e rase al suolo la città nella battaglia di Ulundi, che concluse la guerra anglo-zulu.